# Heidenheimer Neue Presse
Die Heidenheimer Neue Presse (HNP) ist eine regionale Abonnements-Tageszeitung. Sie erscheint im Landkreis Heidenheim sowie in den angrenzenden Gebieten der Landkreise Ostalb, Göppingen, Alb-Donau und Dillingen an der Donau. Unternehmenssitz ist Heidenheim an der Brenz. Die verkaufte Auflage beträgt 1303 Exemplare, ein Minus von 83,9 Prozent seit 1999.

## Geschichte
1953 wurden die Heidenheimer Neuesten Nachrichten (HNN) gegründet, die mit der Neuen Württembergischen Zeitung (NWZ) in Göppingen zusammenarbeiteten. 1961 fusionierten die HNN mit der Heidenheimer Zeitung, worauf die NWZ eine Heidenheimer Lokalausgabe gründete: die Heidenheimer Neue Presse. Der Göppinger Politikredakteur Heinz Berends wurde zum Leiter der Lokalredaktion ernannt, die erste HNP erschien am 29. September 1962.
1974 wurde die NWZ von der Ulmer Südwest-Presse übernommen. Weil diese seit 1961 mit der Heidenheimer Zeitung zusammenarbeitet (Mantelteil und Druck), war die erworbene HNP zur Konkurrenz im eigenen Haus geworden und stand vor ihrer Auflösung beziehungsweise Eingliederung. Der damalige Verleger der Heidenheimer Zeitung, Karl-Heinz Wilhelm, entschied sich jedoch 1975 für das „Heidenheimer Modell“ mit getrennten Redaktionen und gemeinsamer Geschäftsleitung, einer Anzeigenabteilung sowie vereintem Vertrieb.
Heinz Berends blieb bis zu seiner Pensionierung 1984 Lokalchef der HNP. Henry Sleur kam von der Bild-Zeitung als Redaktionsleiter nach Heidenheim. 1992 wurde Kulturredakteur Manfred Allenhöfer zum Redaktionsleiter ernannt. Seit der vollständigen Fusion der HNP mit der HZ am 1. Dezember 2009 ist Hendrik Rupp Redaktionsleiter.
Nach der Zeitungskrise um die Jahrtausendwende entschied sich Verleger Hans-Jörg Wilhelm aus wirtschaftlichen Gründen für die Zusammenlegung der Kreisredaktionen von HNP und HZ. Zu dieser Zeit gab es bereits eine gemeinsame Sportredaktion. Damit verblieben der HNP die drei Ressorts Stadt Heidenheim, Stadt Giengen/Stadt Herbrechtingen sowie der HNP-Kulturspiegel.
Zum 1. Januar 2008 fusionierten die bis dahin getrennt arbeitenden Redaktionen von HNP und HZ für Giengen und Herbrechtingen mit Teilorten. Zum 1. Dezember 2009 fusionierten auch die Lokal- und Kulturredaktionen.

## Konzeption
Die HNP erscheint im Rheinischen Format montags bis samstags. Am Sonntag erscheint Sonntag Aktuell mit der Heidenheimer Sonntagszeitung (Gemeinschaftsprodukt der Heidenheimer Tageszeitungen). Donnerstags liegt der HNP das Anzeigenblatt Neue Woche (u. a. Kinoprogramm, Terminkalender, Kleinanzeigen, Jugendseiten) bei, samstags die Beilage Heidenheimer Automarkt.
Zur optischen Unterscheidung von der Heidenheimer Zeitung bezieht die HNP die ersten drei Seiten (Bundespolitik) des Mantelteils von den Stuttgarter Nachrichten, die verbleibenden Mantelseiten (Landespolitik, Wirtschaft, Blick in die Welt, überregionaler Sport, Feuilleton) von der Südwest-Presse. Optisch unterscheiden sich die Seiten der Stuttgarter Nachrichten von denen der Südwest-Presse in erster Linie durch Spaltigkeit und Schrifttyp: Die Stuttgarter Nachrichten verwenden fünf Spalten, die Südwest-Presse arbeitet bei sechs Spalten mit den Schriftarten Frutiger (Titel) und Utopia (Grundtext).

## Auflage
Die Heidenheimer Neue Presse hat in den vergangenen Jahren erheblich an Auflage eingebüßt. Die verkaufte Auflage ist in den vergangenen 10 Jahren um durchschnittlich 14 % pro Jahr gesunken. Im vergangenen Jahr hat sie um 15,6 % abgenommen. Sie beträgt gegenwärtig 1303 Exemplare. Der Anteil der Abonnements an der verkauften Auflage liegt bei 99,5 Prozent.
| 1998 | 1999 | 2000 | 2001 | 2002 | 2003 | 2004 | 2005 | 2006 | 2007 | 2008 | 2009 | 2010 | 2011 | 2012 | 2013 | 2014 | 2015 | 2016 | 2017 | 2018 | 2019 | 2020 | 2021 | 2022 | 2023 | 2024 |
| ---- | ---- | ---- | ---- | ---- | ---- | ---- | ---- | ---- | ---- | ---- | ---- | ---- | ---- | ---- | ---- | ---- | ---- | ---- | ---- | ---- | ---- | ---- | ---- | ---- | ---- | ---- |
|      | 8102 | 8037 | 7997 | 7913 | 7796 | 7694 | 7587 | 7508 | 7392 | 7239 | 7056 | 6690 | 6474 | 6281 | 6079 | 5876 | 5738 | 5261 | 4744 | 3911 | 3177 | 2611 | 2258 | 1870 | 1543 | 1303 |